# 니키포로스 1세
니키포로스 1세(그리스어: Νικηφόρος Α', ? - 811년 7월 26일)는 802년부터 811년까지 동로마 제국의 황제였다. 여제 이리니가 폐위되고 황제가 되었으나 불가르족과의 전투에서 전사하였다.
니키포로스의 조상은 아랍인으로 가산 왕국의 자발라 왕의 후손이라고 한다. 이리니에 의해서 궁정의 재무대신이 되었고 802년 궁정 쿠테타로 여제 이레네를 추방하고 가신들과 환관들의 추대로 황제로 즉위하였다. 전임 황제들의 실정으로 당시 동로마 제국의 재정은 몹시 어려운 상황이었는데 특히 이리니의 지지기반으로 특혜를 부려왔던 수도원의 횡포가 심했다.
새 황제 니키포로스는 이리니의 세금 감면 조치를 전면취소하고 자영농을 대폭 정규군으로 징집했다. 또한 수도원과 교회를 압박하여 국가 재정을 확충하려고 노력했다. 이러한 노력으로 제국의 재정은 강화되었으나 황제는 교회에 의해 수세기 동안 나쁜 황제로 낙인찍혔다.
대외적으로는 이슬람을 신봉하던 압바스 왕조의 칼리프 하룬 알라시드의 조공을 거절하여 양측이 전쟁을 벌였다. 그러나 비잔티움군이 패하여 막대한 배상금을 이슬람에게 물어주어야 했다. 그리스 지방에서는 불가르족에게 쫓겨온 슬라브족의 침입으로 어려움을 겪었다.
슬라브족의 침입을 계기로 니키포로스는 대대적인 이주민 사업을 벌여 제국 전역에서 그리스어를 쓰는 주민을 펠로폰네소스반도로 강제 이주시키고 슬라브족을 기독교로 개종시켜 이 지역 안정에 기여했다. 베네치아, 달마티아 해안을 놓고는 서방의 프랑크 왕국의 황제인 샤를마뉴와 다투었다.
한편, 당시 불가르족은 위대한 군주 크룸이 등장하였다. 크룸은 아바르족을 말살하고 불가르족을 하나로 통합하여 강력한 군대를 만들었고 급기야 809년에는 소피아까지 제국의 영토를 침범하였다. 니케포루스는 강행군으로 불가르의 수도인 플라스카를 약탈하였으나 전쟁은 완전히 끝난 것이 아니었다.
니키포로스는 이듬해 1년 동안 군대를 키우고 대규모 원정을 준비하여 811년 5월 아들 스타우라키우스와 함께 대대적인 불가르족 섬멸원정을 떠났다. 황제는 여자와 아이들까지 학살하는 잔인함을 보이며 불가르족을 침공하여 초기에는 불가르족을 궁지에 몰아넣는 데 성공하였고 크롬은 몇번이나 강화를 요청해 왔으나 니키포로스는 거절하였다.
그러나 7월 24일 니키포로스는 불가르족을 쫓아 군대를 이끌고 무리하게 좁은 협곡으로 쳐들어갔다가 함정에 빠지고 말았다. 이틀간의 불가르족의 대공세로 좁은 협곡에서 비잔티움 군대는 괴멸했고 황제 니키포로스도 목숨을 잃었고 그의 아들 스타우라키오스는 척수가 절단된 상태에서 간신히 도망쳤다.
니키포로스의 시신은 목이 잘려 전시되었고 불가르족의 크룸은 그의 두개골에 은을 입혀서 술잔으로 평생 사용했다고 한다.
콘스탄티누스 1세 이후 로마 제국의 황제가 전투 중에 전사한 것은 378년 황제 발렌스가 아드리아노폴리스 전투에서 전사한 이래 두 번째였으며 제국에 엄청난 충격을 주었다.
| 전임 이리니 (797 - 802) | 동로마 제국의 황제 802년 - 811년 | 후임 스타우라키오스 (811) |

## 같이 보기
- 동로마 황제